# Thanatogramma oweni
Thanatogramma oweni är en stekelart som beskrevs av Pinto 2006. Thanatogramma oweni ingår i släktet Thanatogramma och familjen hårstrimsteklar. Inga underarter finns listade i Catalogue of Life.